# Кривошея, Владимир Владимирович
Владимир Владимирович Кривошея (укр. Володимир Володимирович Кривошея; 9 июня 1958, Софиевка — 30 апреля 2015, Киев) — украинский учёный-украиновед, старший научный сотрудник Института политических и этнонациональных исследований им. И. Ф. Кураса НАН Украины, первый заместитель директора Украинского института национальной памяти, доктор исторических наук. Член президиума правления Национального союза краеведов Украины. Действительный член Украинской академии наук. Профессор. Генерал-лейтенант казачества .

## Биография
Родился в семье учителей. В 1975 году окончил среднюю школу. В 1975—1980 годах учился на историческом факультете Днепропетровского государственного университета, в 1984—1986 гг. — в Высшей партийной школе при ЦК КП Украины, в 1988—1991 — в аспирантуре Киевского института политологии и социального управления.
В 1980—1982 годах работал учителем истории и обществоведения в г. Новомосковске Днепропетровской области, в 1982—1984, 1986—1988 гг. — на комсомольской и партийной работе.
В 1991—1992 годах — старший преподаватель Киевского института политологии и социального управления. В 1992—1995 гг. — управляющий делами малого информационно-коммерческого предприятия «Центр делового сотрудничества».
В 1995—2010 — старший, ведущий, затем главный научный сотрудник Института политических и этнонациональных исследований им . И. Ф. Кураса НАН Украины. По совместительству работал профессором кафедры истории Украины, заведующим кафедрой всемирной истории Уманского государственного педагогического университета им. П. Тычины, профессором кафедры украиноведения Запорожского национального технического университета, профессором кафедры философии и общественных дисциплин Киевского института туризма, экономики и права.
Член двух специализированных советов по защите диссертаций по историческим и политологическим специальностям — при Институте политических и этнонациональных исследований им. И. Кураса НАН Украины и Киевском национальном университете им. Тараса Шевченко. Член редколлегий многих исторических изданий.
Действительный член Украинской академии наук и Международной академии казачества.
Умер 30 апреля 2015 года — сайт Европейская Украина
Являлся одним из основателей Гетманского фонда Петра Дорошенко.

### Избранные научные труды и публикации
Автор 150 опубликованных работ, из них 31 монография.

## Избранные монографии
- Українські політичні партії кінця XIX — початку ХХ ст. Програмові і довідкові матеріали. — Збірник документів. — К.: «Фенікс», 1993. (в соавт.).
- Українська козацька старшина. Ч.1. Урядники гетьманської адміністрації. — К.: «Стилос», 2005. — 259 с.
- Українська козацька старшина. Ч.2. Синодики як джерело до козацько-старшинської генеалогії. — К.: ІПіЕД НАНУ, 1998. — 83 с.
- Генеалогія українського козацтва. Канівський полк. — К.: ВД «Стилос», 2006. — 217 с.
- Козацька еліта Гетьманщини. — К.: ІПіЕНД ім. Ф. Ф. Кураса, 2008. — 451.
- Українська козацька старшина. Частина третя. Книги 1. — К.: «Стилос», 2008. — 153 с. (в соавт.).
- Українська козацька старшина. Частина третя. Книги 2. — К.: «Стилос», 2008. — 125 с. (в соавт.).
- Українська козацька старшина. Частина третя. Книги 3. — К.: «Стилос», 2008. — 169 с. (в соавт.).
- Генеалогія українського козацтва. Нариси історії козацьких полків. 2-ге видання. — К.: ВД «Стилос», 2004. — 389 с.
- Генеалогія українського козацтва. Білоцерківський полк — К.: ВД «Стилос», 2002. — 183 с.
- Генеалогія українського козацтва. Переяславський полк — К.: ВД «Стилос», 2004. — 417 с.
- Генеалогія українського козацтва. Канівський полк. — К.: ВД «Стилос», 2006. — 220 с.
- Київщина козацька: люди і долі. — К.: ВД «Стилос», 2004. — 181 с. (в соавт.).
- Вінниччина козацька. Історія Вінницького козацького полку — К.: ВД «Стилос», 2004. — 202 с. (в соавт.).
- Неурядова старшина Гетьманщини. — К: «Стилос», 2009. — 431 с. (в соавт.)
- Українське козацтво в національній пам'яті. Полтавський полк. Том І та II. — Ч.: «Десна Поліграф», 2014

## Избранные публикации
- Персональний склад української козацької старшини: стан та перспективи дослідження // Наукові записки Інституту політичних і етнонаціональних досліджень ім. І. Ф. Кураса НАН України. — К., 2006. — Вип. 28. — С. 6 — 44.
- Українська козацька старшина (огляд джерельної бази) // Гілея. — 2005. — № 1. — С. 215—236.
- Українська козацька держава: до питання цивілізаційних характеристик // Козацька скарбниця. Гетьманські читання. — К.: Музей гетьманства, 2006. — Вип. 3. — С. 31 — 48.
- Актуальні питання цивілізаційної характеристики Гетьманщини // Наукові записки Інституту політичних і етнонаціональних досліджень ім. І. Ф. Кураса НАН України. — К., 2006. — Вип. 32. — С. 8 — 25.
- Українська козацька старшина (огляд джерельної бази) // Гілея. — 2007. — № 7. — С. 260—278.
- Родоводи козацької старшин (доба козацько — гетьманської держави) // Гілея. — 2007. — № 8. — С. 263—274.
- Українська козацька старшина: стан та перспективи дослідження // Наукові записки Вінницького державного педагогічного університету ім. Михайла Коцюбинського. — Вінниця, 2007. — Вип. ХІІ. — С. 337—345. (в соавт.).
- Козацько-гетьманська держава (до характеристики біосоціальної підсистеми) // Науковий вісник Одеського державного економічного університету. — Одеса, 2007. — № 16 (53). — С. 198—208. (в соавт.).
- Нащадки козацько-старшинських родин у біломі русі // Україна в революційних процесах перших десятиліть ХХ століття. Міжнародна науково-теоретична конференція 20-21 листопада 2007 р. — К.: ІПіЕНД НАНУ, 2007. — С. 448—468.
- Козацька старшина Гетьманщини: сучасний стан дослідження // Збірник наукових праць Науково-дослідного інституту українознавства. — Т. XVI. — К. 2007. — С. 346—359.
- Нащадки козацько-старшинських родин на фронтах революції та громадянської війни 1917—1920 років // Гілея. — 2007. — Вип.9. — С. 208—217.
- Старшина армії Богдана Хмельницького ІІ. Правобережжя // Козацька скарбниця. Гетьманські читання. — К.: Музей гетьманства, 2007. — Вип. 4. — С. 16 — 56.
- До історії політичної думки XVI—XVII ст. // Гілея. — 2008. — Вип. 11. — С. 136—153.
- До тенденцій розвитку української політичної думки в XVII—XVIII ст. // Гілея. — 2008. — Вип. 12.
- Козацька старшина Правобережжя (1665 — кінець XVII ст.) // Гілея. — 2008. — Вип. 13. — С. 4 — 20.
- Новий документ з історії Полтавщини // Полтавський краєзнавчий музей: Збірник наукових статей "Маловідомі сторінки історії, музеєзнавство, охорона пам’яток. — Полтава: «Дивосвіт», 2008. — Вип. IV. — Кн. 1. — С. 14 — 21.
- До церковної історії Опішні // Полтавський краєзнавчий музей: Збірник наукових статей "Маловідомі сторінки історії, музеєзнавство, охорона пам’яток. — Полтава: «Дивосвіт», 2008. — Вип. IV. — Кн. 2. — С. 14 — 21.
- Генеалогія української шляхти (до питання інкорпорації української козацької старшини до складу російського дворянства) // Гілея. — 2008. — Вип. 14. — С. 4 — 9.
- Козацька старшина в українському державотворенні середини XVII — кінця XVIII ст. // Наукові праці історичного факультету Запорізького національного університету. — Тематичний випуск ХХІІІ. Політична еліта в історії України. — Запоріжжя: «Просвіта», 2008. — С. 72 — 79.
- Неурядова старшина // Гілея. — 2008. — Вип. 15. — С. 100—119. (в соавт.).
- Вузлові протиріччя як передумови національної революції середини XVII ст. // Наукові праці історичного факультету Запорізького національного університету. — Тематичний випуск XXIV. Національні і соціальні чинники революцій і реформ в Україні: проблеми взаємовпливів (до 90 — річчя УНР). — Запоріжжя: «Просвіта», 2008. — С. 9 — 23.
- Українська козацька старшина. Станіслав Кохановський // Гілея. — 2008. — Вип. 16. — С. 84 — 91. (в соавт.).
- Українська козацька старшина. Базилевич. Лагода. Стахович // Гілея. — 2008. — Вип. 17. (в соавт.).
- Українська козацька старшина. Черняк // Гілея. — 2009. — Вип. 18. — С. 131—136. (0,3) (в соавт.).
- Українська козацька старшина. Комонний полковник Григорій Павлович Гайворонський // Гілея. — 2009. — Вип. 19. — С. (0,3) (в соавт.).
- Українська козацька старшина Київського полку // Гілея. — 2009. — Вип. 20. — С. 143—155 (0,3) (в соавт.).
- Українська козацька старшина: Абетка генеральної старшини (1648—1783 рр.) // Гілея. — 2009. — Вип. 21. — С. 4 — 10.
- До причин Національно-визвольної війни середини XVII ст. // Гілея. — 2009. — Вип. 23. — С. 4 — 13.
- Козацько-гетьманська держава (До характеристики культурної підсистеми) // Регіональні проблеми української історії. Зб. наук. праць. — Вип. 1. — Умань, 2008. — С. 129—152.
- Московское государство глазами украинской казацкой старшины середины XVII в. // Україна та Росія: як зміцнити фундамент стратегічного партнерства. Історичні, соціокультурні та геополітичні чинники розвитку відносин між двома державами та народами. — К.: Знання України, 2008.
- До питання циркуляції еліт в козацько-гетьманській державі // Гілея. — 2009. — Вип. 24. — С. 4 — 10.
- Шляхта як союзник козацтва на початковому етапі національної революції середини XVII століття // Козацька скарбниця. Гетьманські читання. — К.: Музей гетьманства, 2009. — Вип. 5. — С. 7 — 49.
- Б. Хмельницький і українська державна ідея // Наукові записки Вінницького державного педагогічного університету імені Михайла Коцюбинського. Вип. 15. Серія: Історія: Збірник наукових праць. — Вінниця, 2009. — С. 23 — 28.
- Московська політика в Україні та трансформація поглядів козацької старшини щодо гетьманської влади у середині XVII ст. // Наукові записки Вінницького державного педагогічного університету імені Михайла Коцюбинського. Вип. 16. Серія: Історія: Збірник наукових праць. — Вінниця, 2009. — С. 8 — 13 . (в соавт.).
- «Білі плями» історії козацької старшини Гетьманщини // Покликання. Збірник праць на пошану профессора о. Юрія Мицика. — К.: Інститут української археографії та джерелознавства ім. М. С. Грушевського НАНУ, 2009. — С. 144—171.
- Козацька старшина Гетьманщини: досягнення сучасної історіографії та історіографічні завдання // Регіональні проблеми української історії: Збірник наукових праць. — Умань: ПП Жовтий, 2009. — Вип. 2. — С. 79 — 101.